# Montignoso
Montignoso là một đô thị ở tỉnh Massa-Carrara trong vùng Toscana, tọa lạc khoảng 90 km về phía tây bắc của Florence và khoảng 3 km về phía đông nam của Massa. Tại thời điểm ngày 31 tháng 12 năm 2004, đô thị này có dân số 10.143 người và diện tích là 16,6 km².
Montignoso giáp các đô thị sau: Forte dei Marmi, Massa, Pietrasanta, Seravezza.